# Reino de Epiro
El Reino de Epiro (en griego: Ἤπειρος o Βασίλειον τῆς Ἠπείρου) fue un Estado griego de la Antigüedad, ubicado actualmente en el norte y oeste de Grecia, en una región montañosa del mismo nombre. Situado entre Iliria, al norte, con la cordillera del Pindo al este y el mar Jónico al oeste, estaba habitado por tres tribus: molosos, dólopes y máracos. Entre los distintos Estados y tribus, predominó en el siglo VI a. C. el formado por la tribu de los molosos, que lograron formar una confederación. La lengua indígena era el griego. Se sabe que el rey griego Pirro convirtió a Epiro en un Estado poderoso (durante 280-275 a. C.) comparable a la antigua Macedonia y la antigua Roma. Los ejércitos de Pirro también intentaron un asalto contra la República romana durante su infructuosa campaña en Italia.

## Historia
Entre el 430 y el 390 a. C., hay constancia de un rey llamado Taripo, quien en su juventud residió y recibió educación en Atenas. A su regreso organizó el reino bajo unas nuevas leyes e introdujo un senado y unos magistrados anuales para regirlo. Destacó por acercar Epiro hacia la civilización helénica. Según Aristóteles, los reyes de Molosia disponían de ciertas limitaciones legales para el uso del poder, no eran reyes absolutos como los macedonios. Las primeras crónicas de intervención exterior de Epiro datan del reinado de Alcetas, quien apoyó a Dionisio I durante su campaña en el Mar Adriático, en el año 379 a. C.
Epiro se mantuvo neutral e inmóvil, ajeno a la política griega durante gran parte de su existencia, incluso en las guerras médicas. La llegada de Alejandro de Epiro produjo un cambio en su historia. Alejandro el Moloso ascendió al trono gracias a su cuñado Filipo II de Macedonia. Aquel, paralelamente a las campañas de su sobrino Alejandro Magno, intervino en ayuda de los tarentinos contra los pueblos de Brucio y la Lucania. Inició su campaña en Italia en el año 338 a. C., consiguiendo importantes victorias, por las cuales los romanos firmaron con él un tratado de paz y amistad. Posteriormente intentó implantar su soberanía sobre las ciudades a las que daba protección, lo que causó que los tarentinos y otros pueblos de la Magna Grecia se confederaran contra él y le plantasen batalla, en la que fue derrotado y muerto. Muerto Alejandro el Moloso, Epiro adoptó una monarquía doble, análoga a la diarquía espartana.

## Guerras pírricas
En el siglo III a. C., un nuevo rey llamado Pirro auxilió de nuevo a las ciudades griegas de Magna Grecia contra los «bárbaros». Entre el 280 a. C. y 275 a. C., Pirro llevó a cabo dos grandes campañas en un esfuerzo por proteger y extender la influencia griega en el oeste del Mediterráneo: una, contra el poder emergente de la República romana que amenazaba las colonias griegas del sur de Italia, y otra contra Cartago, en un renovado intento por mantener la influencia griega en Sicilia. 
La concentración bajo un mismo mando de las ciudades griegas de Italia y de Sicilia tuvo como consecuencia inmediata la coalición de Cartago y Roma. Pirro consiguió desembarcar sin obstáculos en Sicilia, levantando inmediatamente el sitio de Siracusa, reunió en poco tiempo todas las ciudades griegas de la isla, liderando la confederación siciliana, y arrebató a los cartagineses casi todas sus posesiones. Cartago apenas pudo mantener la fortaleza de Lilibea gracias a su escuadra. Tras conquistar Sicilia inició la construcción de una poderosa flota en los astilleros de Siracusa, con el fin de servir de lazo entre todas sus posesiones y garantizar su seguridad. Sin embargo, su política interior minó su poder, al gobernar como un rey absoluto y no respetar las asambleas ciudadanas y establecer las leyes sin más regla que su propia voluntad. Por ello algunas ciudades sicilianas se pusieron nuevamente de acuerdo con Cartago.
Creyendo asegurado su poder en Sicilia, Pirro reanudó las hostilidades en Italia, pero sufrió una derrota naval que precipitó la caída del Reino sículo-epirota. Las ciudades sicilianas abandonaron a Pirro y se negaron a suministrarle hombres y dinero. Finalmente fue derrotado en Benevento y regresó a Epiro, dejando una pequeña guarnición en Tarento. Posteriormente continuó su lucha contra Macedonia, ayudando a las ciudades griegas del Peloponeso a librarse del yugo macedonio. Resultó muerto en una emboscada en Argos. Tras su muerte Tarento se entregó a Roma en el año 272 a. C.

## Final del Reino
En el año 232 a. C., se constituyó una República sometida al Reino de Macedonia, convirtiendo al país en un Estado títere, que perduró hasta que el Epiro fue conquistado por los romanos en el 167 a. C., entrando a formar parte de la República romana.

## Recursos económicos
Sus habitantes cultivaban el olivo y la vid, vivían del mar y en las zonas montañosas se dedicaron al pastoreo de ovejas y cabras.